# Camorim-sovela
O Camorim-sovela (Centropomus pectinatus) é um peixe encontrado na costa americana, mas também sendo comum no Nordeste do Brasil. Tal espécie mede cerca de 40 cm de comprimento, com dorso cinzento, ventre esbranquiçado e nadadeiras esverdeadas. Também é conhecida como robalo.